# 伊勢まぐろ

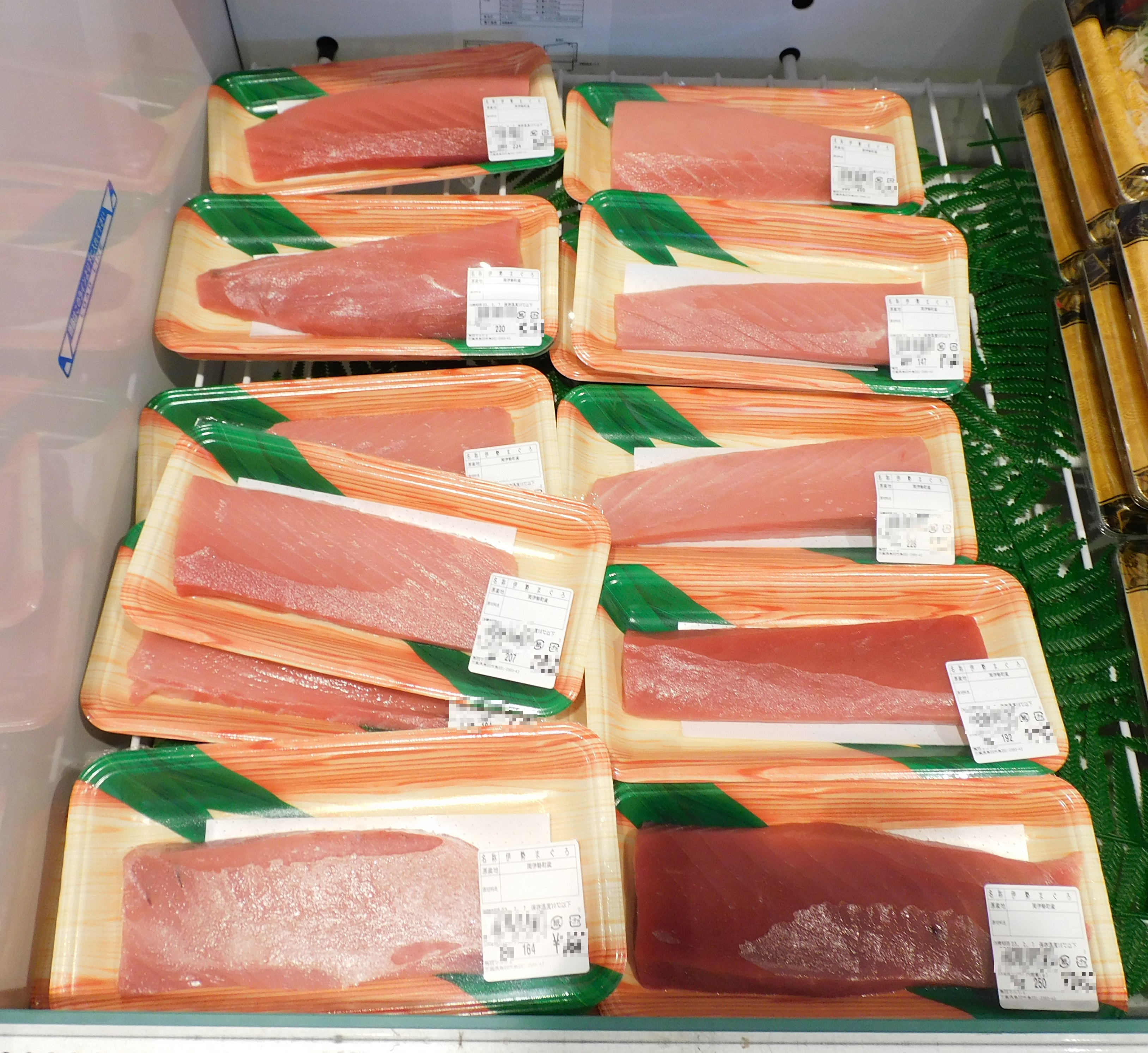
伊勢まぐろのサク

伊勢まぐろ（いせまぐろ）は、三重県度会郡南伊勢町に本社を置く株式会社ブルーフィン三重が生産する養殖マグロのブランド。漁業協同組合とその関連組織が設立した企業によるマグロ養殖の日本初の事例である。南伊勢町はマグロ養殖産地として日本の最北端に位置するため、他の産地に比べて身が引き締まり、ほどよく脂が乗っていることを特徴とする。

## 生産
養殖に用いる種苗は、地元産のクロマグロの幼魚（ヨコワ）である。ヨコワの産地は三重外湾漁業協同組合（JF三重外湾）の管内である、南伊勢町の神前浦、志摩市の安乗・浜島、大紀町の錦、尾鷲市の須賀利の5港であり、1尾あたり100 - 400 g、体長20 - 30 cmである。これら各港にブルーフィン三重専用の生け簀を設置し、各港の曳縄（ひきなわ）漁師が漁獲したヨコワを納め、ブルーフィン三重は漁獲尾数に応じて対価を支払う。ヨコワの漁期は7 - 9月である。
入荷したヨコワは、陸側の拠点である南伊勢町河内（吉津港北岸壁）から作業船で10分の位置にある、南伊勢町神前浦の弁天島沖にあるブルーフィン三重の養殖漁場へ移し、直径50 mの生け簀へ入れる。弁天島沖は水深35 - 40 mで潮の通りが良く、台風の被害リスクが低く、河川水の影響を受けにくいため養殖地に選定された。生け簀1台には漁場の面積的には最大18台の生け簀を設置することができるが、2014年（平成26年）現在ヨコワの不漁のため、12台で養殖している。この漁場の漁業権は地元漁協を通さず、ブルーフィン三重が設立に際して直接三重県から新規に免許を取得した。日本のマグロ養殖地域の中では最北に位置するため、漁場の水温は低く、他産地に比べて成長速度が遅くなる。具体的には神前浦の表層水温は13 - 28℃と、奄美・沖縄に比べ年平均で7℃も低い。
養殖に使う生け簀は高密度ポリエチレン製で、1台あたり3,000尾以内のクロマグロを生け込む。生け簀は2隻の作業船に搭載したロボット式水中網洗機で1台あたり4 - 6日をかけて洗浄する。ほぼ毎日海中に潜って魚群や生け簀に異常がないか点検し、死亡した個体が出た場合は回収する。また漁場付近の山の頂にネットワークカメラを設置し、夜間を含め24時間体制で漁場を監視する。養殖は約3年かけて行い、天然に近い品質を目指す。
餌料は系統（漁協・漁連）から購入したサバ・イワシ・イカナゴなどを使用する。そのため餌料の原料産地は系統側が決定することになるが、養殖場のある神前浦に近接する奈屋浦がまき網漁の基地であるため、三重県で水揚げされた魚類が餌料として多用されている。餌は、ヨコワ導入初期のみ1日5回与え、以降は1日2回の給餌となる。間欠的にえさを投入するため、1回の給餌時間は、40 - 60分かかる。1日2回の給餌では、系統から購入した生餌に加え、モイストペレットを与える。モイストペレットは日清丸紅飼料と共同開発したハーブ入りの粉末、生餌と同じイワシ・サバ、フィードオイル（養魚飼料油脂）などを混合・攪拌したオリジナルのもので、粒径は6段階設定している。1日に与える餌の量は、魚体重量の5 - 10%である。

## 流通・消費
出荷時はまず、養殖生け簀に作業船を横付けし、1尾ずつ釣り上げる。出荷する頃には1尾当たり50 - 60 kg（エラ・内臓を除去した状態での重量）に成長する。クロマグロが鈎針に食い付くと同時に電気ショックを与えて甲板へ引き上げ、速やかに延髄破壊、神経除去、鰓弓（さいきゅう）切除、血抜き、エラ・内臓除去を行う。ここまでの工程を3分で終え、氷水を張った船倉へ移し、魚体の芯温が5℃以下になるまで5時間ほど置く。次に船倉からクレーンで陸揚げし氷水を張った魚コンテナに移し替えて冷却室内に入れ、一夜を明かす。ここまでがブルーフィン三重の仕事で、翌朝に魚体を洗浄・計量し、発泡スチロール容器に詰めて卸売市場へ出荷する作業は、みえぎょれん鮮冷加工部が担当する。ただし、ブロック加工など小口販売はブルーフィン三重が手掛ける。
陸上での加工・出荷作業は、伊勢まぐろの加工のために建設された、みえぎょれん南伊勢水産流通センターで行う。センターには試験・研究開発室を設置し、伊勢まぐろを用いた新商品の開発を行っている。

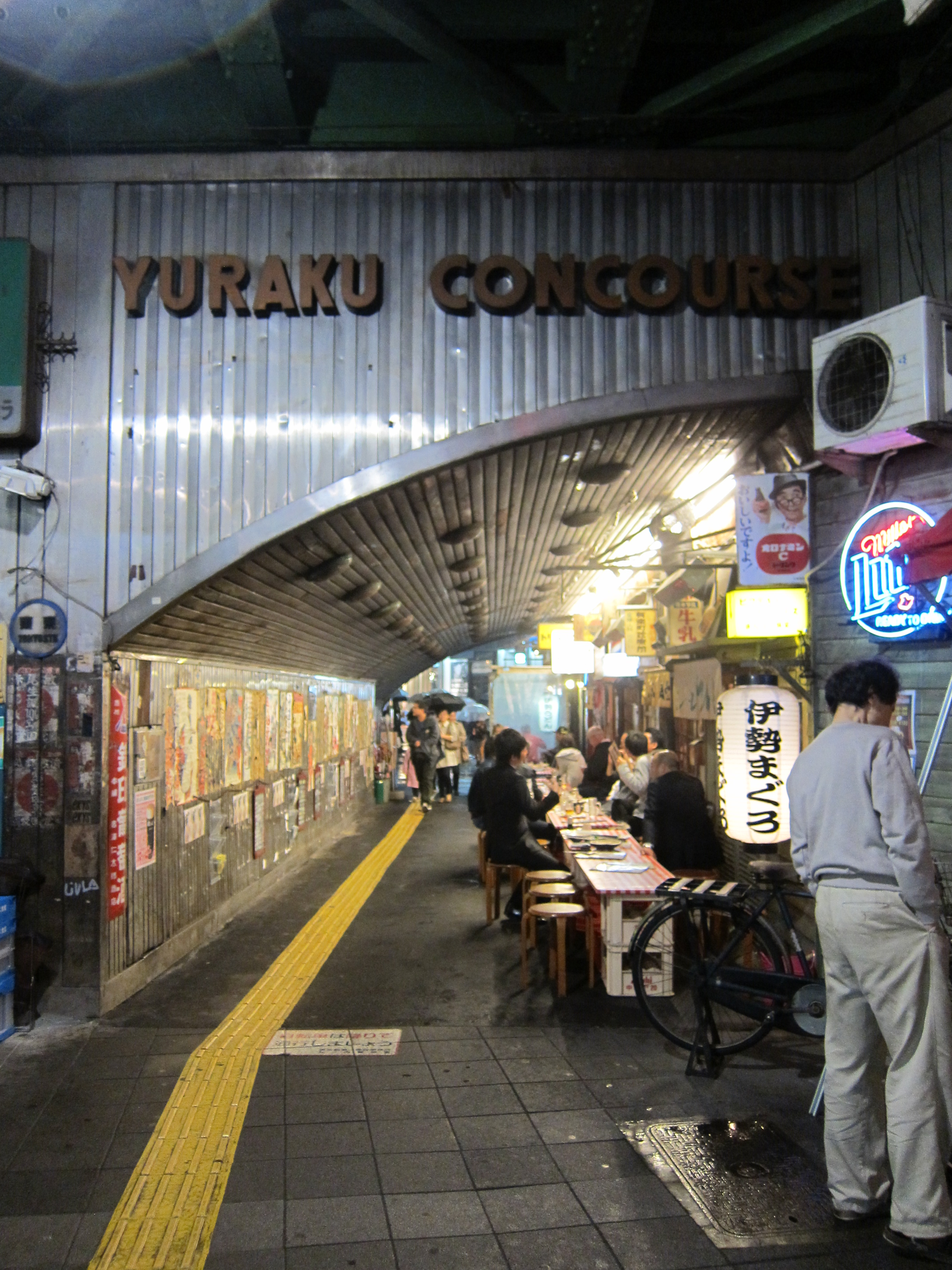
伊勢まぐろの提灯を掲げる店（東京・有楽町）

出荷先は名古屋や大阪が中心で、初出荷から1年が経過した2014年（平成26年）に日本経済新聞は両都市の消費者に伊勢まぐろが認知されてきたと報じている。一方、首都圏では大型のマグロが好まれるため、小ぶりの伊勢まぐろは浸透していない。養殖地の南伊勢町では、南伊勢町商工会を中心に伊勢まぐろをご当地グルメとすべく取り組みが行われているが、町内で伊勢まぐろを提供する店舗が少ないのが課題である。
日本の養殖マグロ産地は、九州・沖縄・高知など南方が中心で、赤身でも脂の乗りが多いのが特徴である。一方、伊勢まぐろは日本の最北端の海域で養殖されるため、水温が低く成長が遅いという不利条件があるものの、身質が緻密となり、余分な脂が少ないという市場の評価がある。ブルーフィン三重は、大トロの脂っこさを苦手とする消費者に向けて「中トロも赤身も美味しい養殖マグロ」として訴求している。また流通開始当初から「伊勢まぐろ」というブランド名を強調することで、養殖マグロ産地としては後発ながら、他産地よりも1割ほど高値で販売することに成功した。なお南伊勢町には、ブルーフィン三重の伊勢まぐろのほかに、清洋水産の「灘まぐろ」、丸久水産の「三重まぐろ」と3つの養殖マグロブランドがある。
通年出荷が可能であるが、旬は10月から2月とされ、三重県の冬のプライドフィッシュに選定されている。最終的にはスーパーマーケットや飲食店で消費者に提供される。食紀行ライターの上村一真は名古屋の柳橋中央市場で「伊勢まぐろ丼」を見つけて賞味し、次のような感想を綴った。
| 「 | 短冊にはトロを使用とあり、一切れ口にすると脂の臭みを感じない臨界点の、強烈無比な極甘さ。ここまでやわやわ、トロトロ、ごってりのマグロは食べたことがなく、ご飯とかっ込むのがうまいパンチ力である。 | 」 |

## ブルーフィン三重
株式会社ブルーフィン三重（ブルーフィンみえ、BLUE FIN MIE）は、三重県度会郡南伊勢町河内に本社を置く企業。地元漁協と三重県漁業協同組合連合会（みえぎょれん）の共同出資によって設立し、熊野灘で漁獲したヨコワを2年間養殖し、「伊勢まぐろ」のブランド名でクロマグロを出荷している。本社所在地は河内で、養殖場は神前浦にある。河内（吉津港北岸壁）はブルーフィン三重の作業船の母港であり、本社事務所、資材倉庫、出荷場がある。
2014年（平成26年）10月現在、従業員は14人でうち4人がみえぎょれん、1人が三重県信用漁業協同組合連合会（マリンバンクみえ）からの出向者である。出身地別では4人が本社所在地の南伊勢町出身者である。社員は通常期は生産管理、施設管理、経営管理の3部門に分かれて業務に取り組んでいる。人手を必要とする作業がある場合は、日当制で地元漁業者を雇用する。
ブルーフィン三重の事業は直接・間接に地域に影響を与える存在であるが、地域の漁業者とのつながりは間接的であり、地域の漁業を支える存在とまではなっていない。一方で、南伊勢町神前浦地区振興協議会や伊勢まぐろPR会議を通して地域振興に取り組んでいる。

## 歴史
21世紀に入り、日本では中規模から大規模の民間企業が養殖業に参入する動きが見られるようになり、小規模零細な養殖業者が撤退した漁場に、資本力・技術力・マネジメント力に優れた民間養殖業者が進出する事例が増加した。特にクロマグロ養殖で成功を収める大規模養殖業者が増え、日本各地で養殖適地を探る動きが加速していた。一方、三重県では魚価低迷、水揚げ高の減少、漁業者数の減少、漁協・漁連といった系統団体の縮小により、外部資本に対して地域の漁業者の海を守る必要性が生じていた。以上のような社会的背景をもとに、三重県の漁業関係者はクロマグロ養殖に乗り出すことを決定した。
三重県の漁業関係者がクロマグロに注目したのは、クロマグロがマグロの中でも最高級種であり今後国際的な資源管理の強化が見込まれること、ヨコワや餌料を地元で入手できること、みえぎょれんの取扱品目増加と販売力強化に寄与しうることの3点を挙げられる。
クロマグロの養殖を手掛ける企業として、2011年（平成23年）4月1日にブルーフィン三重を資本金500万円で設立し、初代社長にはみえぎょれんの常務理事を務める有竹等が就任した。出資金の内訳は、地元13漁協から220万円、役員ら漁業関係の個人から210万円、残る70万円はみえぎょれんから拠出された。経営に必要な事業費はマリンバンクみえから借り入れ、みえぎょれん・マリンバンクみえから職員が出向するなど、会社の設立から運営に至るまで三重県の漁業関係者が全面的に担った。
初年度となる2011年（平成23年）度は、5台の養殖生け簀で約27,000尾のクロマグロを養殖し始めた。当初は、毎年5台ずつ生け簀を増やし、約3万尾ずつ養殖量を増やしていく計画であったが、ヨコワ漁の不振のため、計画通りの増産は叶わなかった。
2013年（平成25年）9月14日、津センターパレスホールにて「伊勢まぐろ市場関係者お披露目会」を開き、「伊勢まぐろ」を日本各地の卸売市場関係者に向けてアピールした。この時は養殖期間が2年と短かったため、20 kg強の小型魚として出荷した。
2014年（平成26年）10月1日には三重県伊勢市で、大間まぐろと伊勢まぐろを食べ比べするイベントを開き、認知度向上を図った。